# Radio Voz
Radio Voz és una cadena espanyola d'emissores radiofòniques pertanyent al periòdic La Voz de Galicia, durant alguns anys amb emissió nacional, que actualment només emet de forma independent en Galícia. Va iniciar les seves emissions nacionals el 12 de desembre de 1994.

## Història
La cadena tenen els seus orígens en les freqüències radiofòniques obtingudes en la comunitat autònoma de Galícia per l'editora del periòdic La Voz de Galicia i que inicialment es van associar, programàticament, a Antena 3 Radio. Quan PRISA va entrar en l'accionariat d'Antena 3, en 1992, van aconseguir un conveni amb la cadena COPE per la qual cedien les seves freqüències a canvi d'emetre 10 hores de la programació d'aquesta cadena. El 1 de desembre de 1994, rescindit aquest contracte, van decidir començar emissions pròpies i fer el salt a la resta d'Espanya.
El 12 de desembre de 1994, Radio Voz iniciava les seves emissions a Galícia, Madrid i Palma, però amb l'objectiu d'arribar en dos anys almenys a 50 ciutats espanyoles. En els mitjans se la va considerar hereva de la pocs mesos abans desapareguda Antena 3 Radio per la incorporació d'alguns locutors sortints de la citada emissora, com Carlos Pumares, Miguel Ángel García Juez o José Luis Balbín, encara que aquests, tot i admetent el paral·lelisme, rebutjaven la vinculació entre Antena 3 y Radio Voz.
La programació inaugural comptava amb informació local (amb professionals com Arantza Martín, conduint el magazín diari de Madrid) i amb els programes "La voz de la mañana" amb Carlos Alsina, "De viva voz" amb Miguel Ángel García-Juez (que en les seves tertúlies comptava amb la participació de Lluís Carandell, Alfonso Ortuño, Carlos Pumares, Luis Ángel de la Viuda, Marisol Galdón, Ana Rosa Quintana i la comtessa de Siruela), "La voz de..." amb José Luis Balbín i "La voz de las estrellas" amb Carlos Pumares.
Els esports a Radio Voz van ser l'inici de la carrera de bons professionals d'aquesta àrea; amb Andrés Montes de locutor dels programes d'informació esportiva, Radio Voz va donar una oportunitat a una nova generació de periodistes que cada vegada tenen més pes en el món de l'esport. Teo Pereiro (Telemadrid), Miguel Ángel Méndez (Radio Marca) o José Luis Corrochano (Cadena COPE) són alguns dels professionals que van iniciar la seva carrera a l'emissora, i on van poder compartir aprenentatge gràcies a l'esmentat Andrés Montes, Ernesto López Feito, Eduardo Torrico o, més endavant, Gaspar Rosety.
La línia musical de Radio Voz va estar marcada en els seus inicis per Esther López i Manolo Castro, incorporant-se posteriorment Borja Ilian i Nathalie Vázquez, a qui més tard veuríem breument en una de les edicions de Gran Hermano. Tots ells, sota la supervisió de José Ramón Pardo, van romandre a la cadena fins al dia de la seva integració a Onda Cero. Nathalie Vázquez va ser una de les primeres locutores de Kiss FM, Manolo Castro es va incorporar a Cibeles FM (primera denominació de Punto Radio, es va incorporar a Intereconomia Radio amb el programa "Radio Vinilo" i actualment presenta 'Kilómetros de Radio', de Radio 5 (RNE), després de passar per Radio Exterior de España. PFinalment, Borja Ilian va deixar la ràdio per a dedicar-se a la programació musical. Precisament aquests dos últims li van donar la benvinguda al mil·lenni amb un especial conjunt que es va emetre en tota la cadena.
El món del motor va trobar espai de la mà de Rafa Cerro a "Voces del Motor". que ja havia realitzat a Antena 3 "En Marcha" amb Antonio Herrero. El mateix Cerro va ser l'encarregat de substituir a Miguel Ángel García Juez quan aquest va deixar l'emissora en un magazín nou i amè; però, sens dubte, l'espai més recordat el va realitzar al costat de Juan Diego Guerrero al migdia i es denominava "Aquí somos así". El mateix Juan Diego substituiria Cerro en alguns programes i Manolo Castro també ho faria a "En marcha"
Ràdio Veu va comptar amb diversos Directors Generals. El primer va ser Bieito Rubido, posteriorment el substituiria Alfonso Caballé; que va cedir el testimoni a Antón Losada. Aquest va propiciar una època en la cadena que la va portar a perdre a diversos importants actius, entre ells, Carlos Alsina, Ernesto López Feito o Alberto Martínez Arias, director d'informatius.
Al llarg de 1995 altres espais i locutors es van incorporar a Ràdio Veu, entre altres "Espacio en blanco", presentat per Miguel Blanco, programa de parapsicologia amb fama després d'alguns anys d'emissió a Radiocadena Española, RNE i Onda Cero; "La voz de las sombras", programa de successos presentat per Juan Ignacio Blanco, i "Todos los gatos son pardos" i (l'estiu) "La canción del verano" presentats per José Ramón Pardo. Altres locutors com Andrés Aberasturi i Fernando Ónega s'incorporarien en 1995. Després de la fi en 1997 d'"Espacio en blanco", que en 1998 passaria a M80 Radio, començaria amb la mateixa temàtica "Mundo Misterioso" presentat inicialment per Ana Cumplido i Bruno Cardeñosa, i després per aquest últim i Manuel Carballal.
En 1999, Radio Voz es va fusionar amb Onda Cero, passant des de llavors les emissores fora de Galícia a propietat i emissió d'Onda Cero, i incorporant a alguns dels seus programes i locutors (com Bruno Cardeñosa o José Ramón Pardo entre altres) a aquesta. Va causar especial polèmica durant el procés de fusió, la supressió del programa "La radio de Julia" d'Onda Cero, presentat per Julia Otero, que va ser substituït pel programa procedent de Radio Voz "La canción del verano" de José Ramón Pardo, la qual cosa va motivar centenars de trucades de protesta al programa i l'emissora.
A Galícia, després de la fusió, va continuar emetent amb el nom de Radio Voz, emetent programació local de Galícia amb connexions amb la programació d'Onda Cero.
El 3 de setembre de 2012, el Grup Voz va aconseguir un acord amb el grup Libertad Digital, pel qual sis emissores en propietat de Radio Voz passarien a emetre la programació nacional i regional de esRadio.

## Accionariat
Radio Voz pertany a Medios Audiovisuales de Galicia S.L., que està participada per:
- Corporación Voz de Galicia, 67%,
- Corporación Caixa Galicia, 18%,
- Arnela Capital Privado 15%.

## Freqüències de RadioVoz
Província de La Corunya
- Carballo: 99.8 FM
- Cee: 94.2 FM
- Ferrol: 105.4 FM
- La Corunya: 92.6 FM
- Porto do Son: 88.8 FM
- A Pobra do Caramiñal: 107.5 FM
- Santiago de Compostel·la: 106.1 FM
- Vimianzo: 99.5 FM

 Província de Lugo
- Lugo: 105.6 FM (s'identifica com RadioVoz Lugo)
- Monforte de Lemos: 87.8 FM (s'identifica com RadioVoz Lugo)
- Chantada: 90.4 FM (s'identifica com RadioVoz Lugo)
- Ribadeo: 102.3 FM (s'identifica com RadioVoz A Mariña)
- Sarria: 98.1 FM (s'identifica com RadioVoz Lugo)
- Vilalba: 103.0 FM (s'identifica com RadioVoz Lugo)
- Viveiro: 88.5 FM (s'identifica com RadioVoz A Mariña)

 Província d'Ourense
- O Barco de Valdeorras: 97.9 FM (s'identifica com RadioVoz Valdeorras)
- Ourense: 101.4 FM (s'identifica com RadioVoz Orense)
- Verín: 95.8 FM (s'identifica com RadioVoz Orense)
- Xinzo de Limia: 96.9 FM (s'identifica como RadioVoz Orense)

 Província de Pontevedra
- Lalín: 94.8 FM (s'identifica com RadioVoz Lalín)
- Ponteareas: 101.6 FM (s'identifica com RadioVoz Vigo)
- Pontevedra: 93.1 FM (s'identifica com RadioVoz Pontevedra)
- Vigo: 103.8 FM (s'identifica com RadioVoz Vigo)